# 山本良介
山本良介（Yamamoto Ryosuke，1979年5月17日—），日本男子鐵人三項運動員。京都府出生，畢業於滋野中学校及向陽台高校。

## 簡歷
2010年11月，山本代表日本出戰廣州亞運會，參加鐵人三項比賽的男子个人項目，奪得銀牌。